# Neele Eckhardt-Noack
Neele Eckhardt-Noack (* 2. Juli 1992 in Ostercappeln, Niedersachsen als Neele Eckhardt) ist eine deutsche Leichtathletin, die sich auf den Dreisprung spezialisiert hat. Ihr bisher größter sportlicher Erfolg ist Gold bei der Sommer-Universiade in Taipeh.

## Berufsweg
Im Jahr 2012 begann Eckhardt mit einem Jurastudium. Zur optimalen Vorbereitung auf die Europameisterschaften 2018 in Berlin plante sie im Sommer ein Urlaubssemester zu nehmen. Mittlerweile hat sie alle Prüfungen abgeschlossen und zur Vorbereitung auf die Olympischen Sommerspiele in Tokio ein Urlaubssemester genommen, um dann 2021 das Examen zu machen.

## Sportliche Laufbahn
Mit zehn Jahren musste sich Eckhardt zwischen Reiten und der Leichtathletik entscheiden und entschied sich für letztere. Mit 16 Jahren ging sie auf ein Sport-Internat in Hannover, wo sie 2009 von ihrer bisherigen Vorliebe für den Weit- zum Dreisprung wechselte. In der Folge wurde Eckhart regional einige Male niedersächsische und norddeutsche Meisterin im Dreisprung.
2009 nahm Eckhardt an den U18-Weltmeisterschaften in Brixen (Italien) teil und kam auf den 10. Platz.
2010 wurde sie Deutsche Jugendmeisterin und belegte bei den U20-Weltmeisterschaften in Moncton (Kanada) den 8. Platz.
2013 erreichte Eckhardt bei den U23-Europameisterschaften in Tampere (Finnland) erneut einen 8. Platz.
2014 wurde sie Deutsche U23-Meisterin und holte sich Bronze bei den Deutschen Meisterschaften.
2016 kam Eckhardt nach einer fast einjährigen Verletzungspause bei den Deutschen Hallenmeisterschaften auf den 3. Platz.
2017 sprang Eckhardt am 1. Februar beim PSD Bank Meeting in Düsseldorf 14,09 m weit und damit erstmals über die 14-Meter-Marke, womit sie auch die Qualifikationsweite für die Halleneuropameisterschaften 2017 in Belgrad erfüllte, wo sie in der Qualifikation ausschied. Bei den niedersächsischen Landesmeisterschaften 2017 schaffte Eckhardt 14,35 m und qualifizierte sich mit dieser Weite für die Weltmeisterschaften in London im August. Dort erreichte Eckhardt den 12. Platz. Mitte Juli wurde sie vom Allgemeinen Deutschen Hochschulsportverband (adh) für die Sommer-Universiade in Taipeh (Taiwan) nominiert, wo sie Gold holte.
2018 konnte Eckhardt mit einer Weite von 14,13 m Deutsche Hallenmeisterin und mit 14,21 m Deutsche Meisterin werden. Bei den Hallenweltmeisterschaften in Birmingham kam sie auf den 13. Platz.

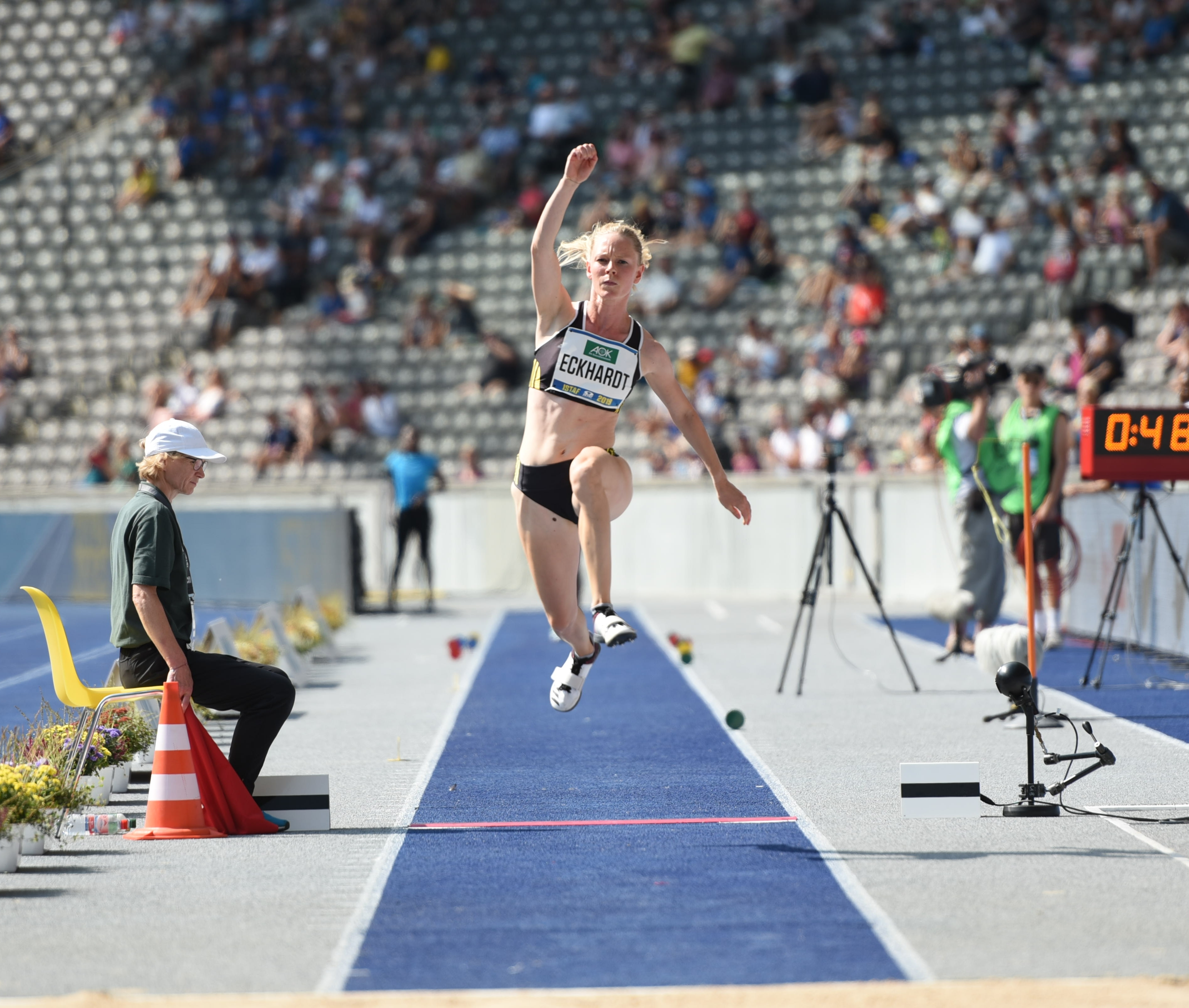
Eckhardt beim ISTAF Berlin 2019

2019 ließ Eckhardt nach einer Lungenentzündung die Hallensaison aus und wurde in der Freiluftsaison Deutsche Vizemeisterin. Wie schon die Hallensaison, musste sie wegen einer Lungenentzündung auch die Teilnahme an den Weltmeisterschaften absagen.
2020 meldete sich Eckhardt im Januar bei den Bremer und niedersächsischen Landesmeisterschaften in Hannover mit 13,85 m im Dreisprung und 7,41 s über 60 Meter in der Hallensaison zurück. Bei den Norddeutschen Hallenmeisterschaften in der niedersächsischen Landeshauptstadt bestätigte sie am 1. Februar ihre Form mit einem Siegsprung auf 14,01 m. Drei Tage später steigerte sie beim Düsseldorfer PSD Bank Meeting ihre persönliche Hallenbestleistung auf 14,17 m und stellte damit auch die Weltjahresbestleistung auf. Am 22. Februar wurde sie in Leipzig mit 14,09 m Deutsche Hallenmeisterin. Bei der wegen der COVID-19-Pandemie verspätet gestarteten Freiluftsaison musste sie sich bei den Deutschen Meisterschaften kurzfristig abmelden, da sie sich beim Einspringen eine Oberschenkelverletzung zuzog.
2021 konnte sich Eckhardt den Titel bei den Deutschen Hallenmeisterschaften holen und für die Halleneuropameisterschaften in Toruń qualifizieren, zu denen sie auch nominiert wurde. Während sie in den Ergebnislisten der Deutschen Hallenmeisterschaften 2021 noch unter den Namen „Neele Eckhardt“ geführt wurde, wurde sie vom Deutschen Leichtathletik-Verband unter den Namen „Neele Eckhardt-Noack“ für die Halleneuropameisterschaften nominiert. Dort belegte sie mit neuer persönlicher Bestleistung von 14,52 m den dritten Platz, nur einen Zentimeter hinter der Siegerin Patrícia Mamona, die mit 14,53 m portugiesischen Rekord sprang. Sie sprang zudem gleichweit wie die zweitplatzierte Spanierin Ana Peleteiro, die aber mit 14,34 m den besseren zweitbesten Versuch im Wettbewerb hatte.
Eckhardt-Noack gehört zum Perspektivkader des Deutschen Leichtathletik-Verbandes.

## Vereinszugehörigkeiten
Neele Eckhardt startet für die LG Göttingen und war bis 2013 beim TSV Asendorf.

## Auszeichnungen
- 2017 und 2018 als „Leichtathletin des Jahres“ vom Niedersächsischen Leichtathletik-Verband (NLV) geehrt.[16][17]

## Privatleben
Seit Februar 2019 ist sie mit Richard Noack verheiratet.

## Bestleistungen
(Stand: 17. August 2022)
Halle
- 60 m: 7,41 s (17. Januar 2020, Hannover)
- Weitsprung: 6,17 m (15. Februar 2009, Neubrandenburg)
- Dreisprung: 14,52 m (7. März 2021, Toruń)

Freiluft
- 100 m: 12,43 s (+0,3 m/s), (1. Mai 2012, Garbsen)
- Weitsprung: 6,29 m (±0,0 m/s), (14. August 2019, Osterode am Harz)
- Dreisprung: 14,53 m (+1,5 m/s), 17. August 2022, München

## Erfolge
national
- 2010: Deutsche Jugendmeisterin
- 2012: 4. Platz Deutsche Meisterschaften
- 2014: Deutsche U23-Meisterin
- 2014: 3. Platz Deutsche Meisterschaften
- 2016: 3. Platz Deutsche Hallenmeisterschaften
- 2017: 3. Platz Deutsche Hallenmeisterschaften
- 2018: Deutsche Hallenmeisterin
- 2018: Deutsche Meisterin
- 2019: Deutsche Vizemeisterin
- 2020: Deutsche Hallenmeisterin
- 2021: Deutsche Hallenmeisterin
- 2022: Deutsche Meisterin

international
- 2009: 10. Platz U18-Weltmeisterschaften
- 2010: 8. Platz U20-Weltmeisterschaften
- 2013: 8. Platz U23-Europameisterschaften
- 2017: 18. Platz Halleneuropameisterschaften
- 2017: 12. Platz Weltmeisterschaften
- 2017: Gold Sommer-Universiade
- 2018: 13. Platz Hallenweltmeisterschaften
- 2021: 3. Platz Halleneuropameisterschaften